# Baloise Glowi Lions
Baloise-Glowi Lions is een wielerploeg die een Belgische licentie heeft. De ploeg bestaat sinds 2000 en richt zich voornamelijk op het veldrijden.
Het team werd in 2000 opgericht door de Nederlander Hans van Kasteren. De sportieve leiding was in handen van Danny De Bie. Aan het einde van het seizoen 2015/2016 verkocht Van Kasteren het team aan oud-renner Sven Nys. De Bie werd als ploegleider vervangen door Sven Vanthourenhout. 
Anno 2025 wordt het team gesponsord door het poets- en uitzendbureau Glowi en door Baloise, een van oorsprong Zwitserse verzekeraar. Het opleidingsteam Golazo Young Lions is aan het team verbonden.

## Ploegsamenstelling

### Bekende ex-renners

#### Vrouwen
N.B. inclusief Young Cycling Team

### Selectie 2024/25
| Naam               | Geboortedatum | Nationaliteit | Ploeg 2024   |
| Mannen Elite       | Mannen Elite  | Mannen Elite  | Mannen Elite |
| ------------------ | ------------- | ------------- | ------------ |
| Thibau Nys         | 12-11-2002    | België        |              |
| Pim Ronhaar        | 20-07-2001    | Nederland     |              |
| Lars van der Haar  | 23-07-1991    | Nederland     |              |
| Mannen U23         |               |               |              |
| David Haverdings   | 01-04-2004    | Nederland     |              |
| Ward Huybs         | 21-11-2002    | België        |              |
| Seppe Van Den Boer | 28-11-2005    | België        |              |
| Vrouwen            |               |               |              |
| Lucinda Brand      | 02-07-1989    | Nederland     |              |
| Fleur Moors        | 11-10-2005    | België        | Neo          |
| Shirin van Anrooij | 05-02-2002    | Nederland     |              |

## Overwinningen
2006
3e etappe Ronde van de Pyreneeën: Zdeněk Štybar
6e etappe Ronde van Lleida: Zdeněk Štybar
2007
1e etappe Ronde van Lleida: Kevin Pauwels
2008
1e etappe Ronde van Lleida: Bart Wellens
2e etappe Ronde van Lleida: Kevin Pauwels
2010
1e etappe Flèche du Sud: Kevin Pauwels
4e etappe Ronde van Servië: Kevin Pauwels
proloog Ronde van Slowakije: Zdeněk Štybar
2011
6e etappe Ronde van Servie: Tom Meeusen
2017
IWT Oetingen: Toon Aerts
2018
4e etappe Ronde van Opper-Oostenrijk: Quinten Hermans
4e etappe Ronde van Wallonië: Quinten Hermans
2019
proloog, 1e en 2e etappe Flèche du Sud: Quinten Hermans
Eindklassement Flèche du Sud: Quinten Hermans
2022
3e etappe Flèche du Sud: Thibau Nys
Eindklassement Flèche du Sud: Thibau Nys
2023
proloog Flèche du Sud: Pim Ronhaar
Eindklassement Flèche du Sud: Pim Ronhaar
2024
2e etappe Flèche du Sud: Seppe Van Den Boer
3e etappe Flèche du Sud: Pim Ronhaar
Eindklassement Flèche du Sud: Pim Ronhaar
Proloog Ronde van de Mirabelle: Pim Ronhaar
2025
1e etappe Flèche du Sud: Seppe Van Den Boer